# Rhona Mitra
Rhona Mitra (ur. 9 sierpnia 1976 w Londynie) – brytyjska aktorka.
W latach 1997–1998 była modelką promującą serię komputerowej przygodowej gry akcji Tomb Raider, a w ramach promocji gry wcielała się w postać Lary Croft oraz nagrała dwa albumy studyjne: Come Alive (1998) i Female Icon (1999).

## Filmografia
- 1997: Chłopiec w kraju Aladyna jako Szeherezada
- 1998: Monk Dawson jako Mollie
- 1999: Beowulf – pogromca ciemności jako Kyra
- 2000: Zawód: szpieg (Secret Agent Man) jako Lacey Sullivan
- 2002: Dziewczyna z Alabamy jako Tabatha Wadmore-Smith
- 2002: Ali G jako Kate Hedges
- 2003: Autostrada grozy jako Molly
- 2003: Życie za życie jako Berlin
- 2003: Skazani na siebie jako ślicznotka na przystanku
- 2004: Spartakus jako Varinia
- 2005: Bez skazy (Nip/Tuck) jako Kit McGraw
- 2006: Zew krwi (Skinwalkers) jako Rachel Talbot
- 2007: Doomsday jako Eden Sinclair
- 2007: Strzelec jako Alourdes Galindo
- 2007: Numer 23 jako Laura Tollins
- 2009: Underworld: Bunt lykanów  jako Sonja
- 2014–2015: Ostatni okręt (The Last Ship) jako Rachel Scott
- 2020: Archiwum (Archive) jako Simone